# Maria Regina de Vasconcellos Barbosa
Maria Regina de Vasconcellos Barbosa (1956) es una ingeniera forestal, botánica, curadora y profesora brasileña.
Desarrolla actividades académicas e investigativas como profesora asociada del Departamento de Botánica del Instituto de Biología, de la Universidad Federal de Pernambuco.
En 1980, obtuvo una licenciatura en silvicultura, por la Universidad Federal Rural de Rio de Janeiro; para obtener la maestría en Biología Vegetal por la Universidad Federal de Río de Janeiro, defendió la tesis Cariniana Casar. (Lecythidaceae) del Macizo de Tijuca, Estudio Dendrológico, en 1985; y, el doctorado por la Universidad Estatal de Campinas, en 1996, defendiendo la tesis: Estudio florístico y fitosociológico de la Mata Buraquinho, remanente del bosque atlántico, João Pessoa, PB.

## Algunas publicaciones
- BEZERRA-GUSMAO, M. A. ; BANDEIRA, A. G. ; BARBOSA, M. R. V. 2013. Nest dynamics of Constrictotermes cyphergaster (Termitidae, Nasutitermitinae) and its association with the supporting vegetation in a semiarid area, northeast, Brazil. J. of Arid Environments, v. 91, p. 1-6, 2013.
- OLIVEIRA CHAGAS, EARL CELESTINO ; VASCONCELLOS BARBOSA, MARIA REGINA ; GOLDENBERG, RENATO. 2013. A new species of Miconia (Melastomataceae, Miconieae) from northeastern Brazil. Brittonia (Bronx, N.Y.): 10.1007/s12228
- VIANA, J. L. ; BARBOSA, M. R. V. 2013. Estrutura e composição do estrato herbáceo em um remanescente de Floresta Semidecidual Submontana no Nordeste do Brasil. Sitientibus. Série Ciências Biológicas 13: 1-30
- LOURENÇO, A.R.L. ; BARBOSA, M. R. V. 2012. Myrtaceae em restingas no limite norte de distribuição da Mata Atlântica, Brasil. Rodriguésia 63 (2): 373-393
- ARAUJO, H. F. P. ; VIEIRA-FILHO, A. H. ; CAVALCANTI, T. A. ; BARBOSA, M. R. V. 2012. As aves e os ambientes em que elas ocorrem em uma reserva particular no Cariri paraibano, nordeste do Brasil. Rev. Brasileira de Ornitologia 20: 365-377

### Libros
- BARBOSA, M. R. V.; SOTHERS, C.; MAYO, Simon; GAMARRA-ROJAS, C. F. L.; MESQUITA, A. C. (orgs.) 2006. Checklist das Plantas do Nordeste Brasileiro: Angiospermas e Gymnospermas. Brasília: Ministério de Ciência e Tecnologia, 144 pp.
- ARAUJO, F. S.; RODAL, Maria Jesus Nogueira; BARBOSA, M. R. V. (orgs.) 2005. Análise das variações da biodiversidade do bioma Caatinga. Brasília: Ministério do Meio Ambiente, 446 pp.
- VELLOSO, A. L. ; SAMPAIO, E. V. S. B. ; PAREYN, F. G. C. ; BARBOSA, M. R. V. 2002. Ecorregiões do bioma caatinga. Recife: APNE/TNC, 75 pp.
- SAMPAIO, E. V. S. B.; MAYO, Simon Joseph; BARBOSA, M. R. V. (orgs.) 1996. Pesquisa Botânica Nordestina : progresso e perspectivas. Recife: Sociedade Botânica do Brasil/UFPE, 415 pp.

### Capítulos de libros
- a. Siqueira filho, maria r.v. Barbosa, et allii. 2012. Flora das Caatingas do Rio São Francisco. En: José lves de Siqueira Filho (org.) A flora das caatingas do Rio São Francisco: história natural e conservação. Río de Janeiro: Andrea Jakobsson, pp. 447-539
- maria r.v. Barbosa, f.j.p. Abílio, z.g.m. Quirino. 2010. Vegetação da Caatinga. En: Francisco José Pegado Abílio (org.) Bioma caatinga: ecologia, biodiversidade, educação ambiental e práticas pedagógicas. João Pessoa: Editora Univ. UFPB, pp. 31-56
- BARBOSA, M. R. V. ; ZAPPI, Daniela ; TAYLOR, C. ; CABRAL, E. L. ; JARDIM, J. G. ; PEREIRA, M. S. ; CALIO, M. F. ; PESSOA, M. C. R. ; SALAS, R. ; SOUZA, E. B. ; Di MAIO, F. R. ; MACIAS, L. ; ANUNCIAÇÃO, E.A. ; GERMANO FILHO, P. 2010. Rubiaceae. En: Forzza, R. C. et al. (orgs.) Catálogo de Plantas e Fungos do Brasil. Río de Janeiro: Instituto de Pesquisas Jardim Botânico do Rio de Janeiro, vol. 2, pp. 1545-1591
- MARQUES, J. B. ; BARBOSA, M. R. V. ; AGRA, Maria de Fatima. 2010. Efeitos do comércio para fins medicinais sobre o manejo e a conservação de três espécies ameaçadas de extinção, em duas áreas do Cariri Oriental Paraibano. En: Gariglio, M.A.; Sampaio, E.V.S.B.; Cestaro, L.A.; Kageyama, P.Y. (orgs.) Uso sustentável e conservação dos recursos florestais da caatinga. Brasília, DF: Serviço Florestal Brasileiro, pp. 180-196

### Revisiones de ediciones
- 2008 - Periódico: Revista Brasileira de Botânica
- 2007 - Periódico: Rodriguesia
- 2000 - Periódico: Acta Botanica Brasílica
- 2009 - Periódico: Brittonia (Bronx, N.Y.)
- 2009 - Periódico: Revista Árvore
- 2012 - Periódico: Iheringia. Série Botânica
- 2005 - Periódico: Novon (Saint Louis, Mo.)

## Membresías
- de la Sociedad Botánica del Brasil[6]
- Plantas do Nordeste[7]